# Casimiro Esteve
Casimiro Esteve fou un polític valencià, alcalde d'Alacant durant la Primera República Espanyola. Fou nomenat alcalde en substitució del dimitit Ramón Lagier en el moment en què una flota de vaixells de cantonalistes de Cartagena va assetjar el port d'Alacant. Aleshores el ministre de la governació Eleuterio Maisonnave Cutayar el va destituir i el va substituir per un home de la seva confiança, Juan Leach Giró. Un cop conjurat el perill, però, ja no recuperaria l'alcaldia.